# Нова Швеция
Нова Швеция (на шведски: Nya Sverige, на фински: Uusi Ruotsi, на латински: Nova Svecia) е шведска колония по долното течение на река Делауеър в Северна Америка на територията на днешните американски средноатлантически щати Делауеър, Ню Джърси и Пенсилвания. Първото постоянно поселение е Форт Кристина, днес Уилмингтън. Освен шведи и финландци някои от заселниците са холандци. Новошвеция е завладяна от Обединените провинции през 1655 по време на Втората Северна война и включена в Нова Нидерландия.
- Приблизително местопложение на   Нова Нидерландия  Нова Швеция
- Възпоменателна пощенска марка по случай годишнина от основаването на Уилмингтън, (1938)
- Дървен дом в Гибстаун от 1638 – най-старата оцеляла постройка в Ню Джърси
- Църквата Света Троица в Уилмингтън, известна като Стария Швед

## Селища
- Кристина, Тимерон и Сидоланд, 1638 & 1641; днес Уилмингтън[2]
- Финланд, 1641 & 1643; днес Маркъс Хук, Пенсилвания[2]
- Упланд и Принцтроп, 1641 & 1643; днес Честър, Пенсилвания[2]
- Варкенс Кил (1641); днес Сейлъм[3][4][5]
- Минкас и Кингсесинг (1644; в днешна югозападна Филаделфия)[2]
- Торне 1647; днес в западна Филаделфия[2]
- Свеаборг[6][7] (c. 1649; Дднес Суидсбъро.)
- Нови Стокхолм, 1649 (днес Бриджпорт, Ню Джърси)
- Амансланд, 1654 (днес Дарби, Пенсилвания).[2]
- Река Делауеър е наричана Содре ривир (на шведски: Södre Rivier, Южна река), а Хъдсън – Шведската река (на шведски: Swenskes Rivier)[2]